# Мелия, Саломе
Саломе Мелия (груз. სალომე მელია; род. 14 апреля 1987, Батуми) — грузинская шахматистка,                            международный мастер (2008).
В составе сборной Грузии чемпионка мира в 2015 году (Чэнду — Китай), участница 2-х Олимпиад (2010, 2014), 2-х командных чемпионатов мира (2011—2013) и командного чемпионата Европы (2011).
Ее рейтинг по состоянию на январь 2016 года — 2452 (38-е место в мире, 5-е — среди шахматисток Грузии).

## Карьера
Неоднократно представляла Грузию на чемпионате мира и Европы среди девушек в разных возрастных категориях, выиграв шесть медалей: 3 золотых (Орпеза-дель-Мар 2001 — до 14 лет, Ургюп 2004 и Херцег-Нови 2005 — до 18) и 3 бронзы (Каллитея 2003 — до 16 лет, Ереван 2007 и 2008 — до 20 лет).
Норматив гроссмейстера среди женщин выполнила на следующих трех турнирах: Тбилиси (2004, личный чемпионат Грузии, серебряная награда), Москва (2005, турнир Москоу опен) и Бельфор (2005, чемпионат мира до 18 лет, 4-е место).
Большим успехом для нее была победа в 2006 году в женской части турнира Акрополис в Афинах. В 2008 году завоевала титул вице-чемпионки Грузии, в плей-офф за золотые медали проиграв Нани Дзагнидзе. В 2010 году выиграла чемпионат Грузии. Кроме того, в 2010 году поделила 1-е место на турнире Москов-опен с Нази Пайкидзе. В 2013 году получила серебряную медаль на личном чемпионате Европы в Белграде, в 2014 году в Пловдиве — бронзовую.
В ноябре 2021 года в Риге она заняла 32-е место на турнире «Большая женская швейцарка ФИДЕ».
Неоднократно представляла сборную Грузии на командных соревнованиях:
- Шахматные олимпиады 2010 и 2014 годов. В 2010 году завоевала командную бронзу и серебро в личном зачете[3].
- Чемпионатах мира 2011, 2013, 2015 годов. Вместе с командой — бронзовые награды 2011 года и золотые награды 2015 года. Личное 1-е место в 2011 году и второе 2013 году[4].
- Чемпионат Европы 2011 года. Бронзовые награды в командном и личном зачете[5].

## Изменения рейтинга
| Графики недоступны из-за технических проблем. См. информацию на Фабрикаторе и на mediawiki.org. |